# Venas profundas del cerebro
Las venas profundas del cerebro, venas cerebrales interiores, venas cerebrales profundas o venas cerebrales internas de Galeno (TA:venae profundae cerebri, venae internae cerebri) son dos venas que se originan en el agujero interventricular por la unión de las venas del cuerpo estriado y de los plexos coroideos; pasan hacia atrás a través de la tela coroidea y recogen sangre de los núcleos basales. Por último se unen a nivel del rodete (splenium) del cuerpo calloso para formar la vena cerebral magna. Drenan las zonas profundas del hemisferio cerebral.

## Trayecto
Discurren hacia atrás paralelas, entre las capas de la tela coroidea del tercer ventrículo, y por debajo del rodete del cuerpo calloso, donde se unen para formar un corto tronco venoso, la vena cerebral magna; justo antes de su unión cada una recibe a la correspondiente vena basilar.